# Kari Aalvik Grimsbø
Kari Aalvik Grimsbø (* 4. ledna 1985 Børsa, Norsko) je bývalá norská házenkářka. Hrála na pozici brankářky.
S norskou reprezentací dvakrát vyhrála olympijské hry (2008 a 2012), v roce 2016 získala bronzovou medaili. Na mistrovství světa v házené žen byla první v letech 2011 a 2015, druhá v letech 2007 a 2017 a třetí v roce 2009. Pětkrát vyhrála mistrovství Evropy v házené žen: 2006, 2008, 2010, 2014 a 2016. Od roku 2015 působila v maďarském klubu Győri ETO KC, s nímž vyhrála Ligu mistryň v letech 2017, 2018 a 2019.
Byla vyhlášena nejlepší brankářkou olympijského turnaje v letech 2012 a 2016.
V dubnu 2020 ukončila hráčskou kariéru.